# Désandans
Désandans é uma comuna francesa na região administrativa de Borgonha-Franco-Condado, no departamento de Doubs. Estende-se por uma área de 5,47 km². Em 2010 a comuna tinha 751 habitantes (densidade: 137,3 hab./km²).